# Cindy Goff
Cindy Goff es una deportista estadounidense que compitió en vela en la clase 470. Ganó una medalla de plata en el Campeonato Mundial de 470 de 1987.

## Palmarés internacional
| \| Campeonato Mundial \| Campeonato Mundial \| Campeonato Mundial \| Campeonato Mundial \| \| Año \| Lugar \| Medalla \| Clase \| \| ------------------ \| ------------------ \| ------------------ \| ------------------ \| \| 1987 \| Kiel (RFA) \| Medalla de plata \| 470 \| |            |                  |       |
| Campeonato Mundial |            |                  |       |
| Año | Lugar      | Medalla          | Clase |
| 1987 | Kiel (RFA) | Medalla de plata | 470   |